# لوبائو، پامپانگا
لوبائو (به لاتین: Lubao) یک منطقهٔ مسکونی در فیلیپین است که در پامپانگا واقع شده‌است.
این شهر که ۱۵۵٫۷۷ متر مربع وسعت دارد در سال ۲۰۱۵ میلادی ۱۶۰٬۸۳۸ نفر جمعیت داشته‌است.

## نگارخانه

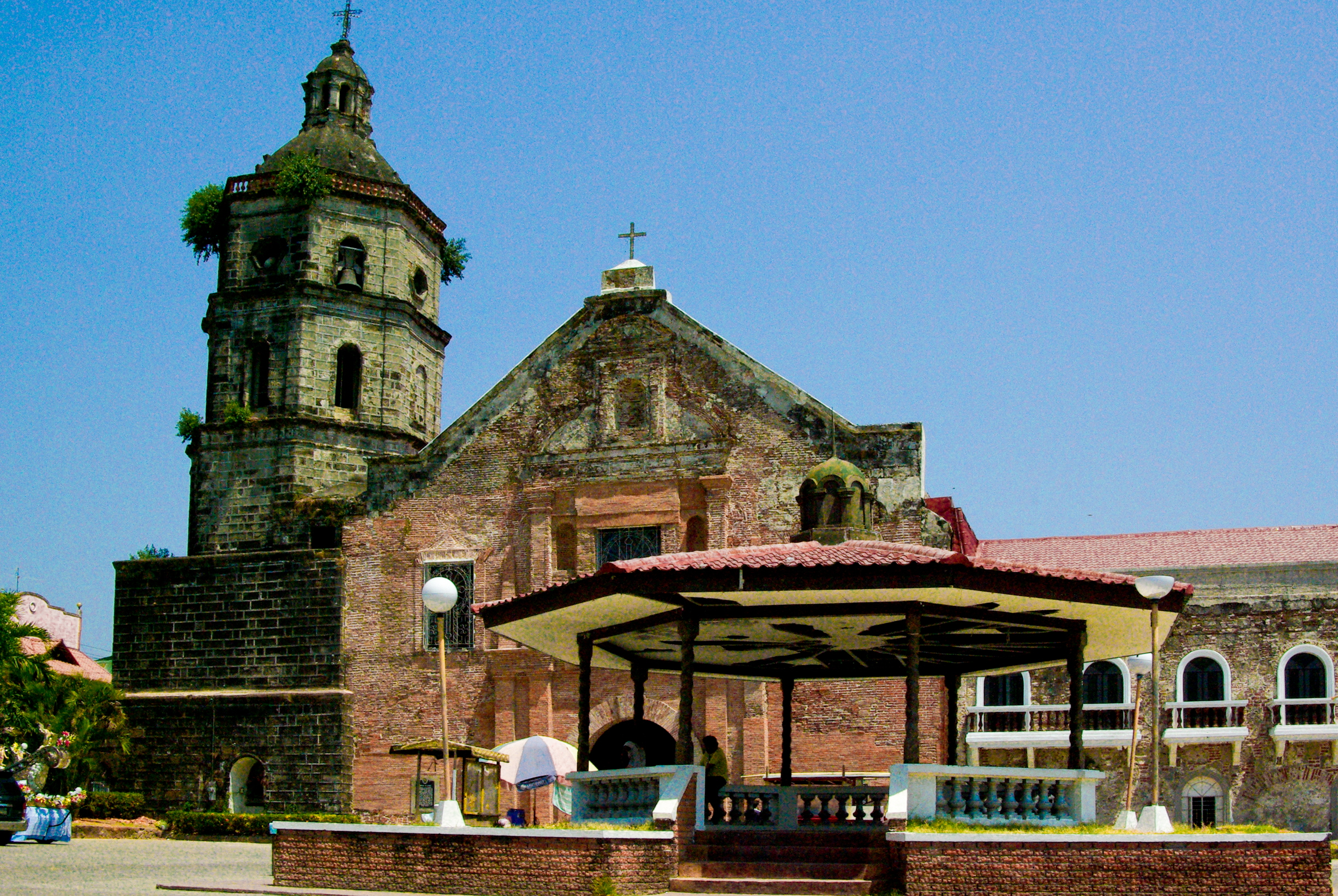
کلیسای سن آگوستین
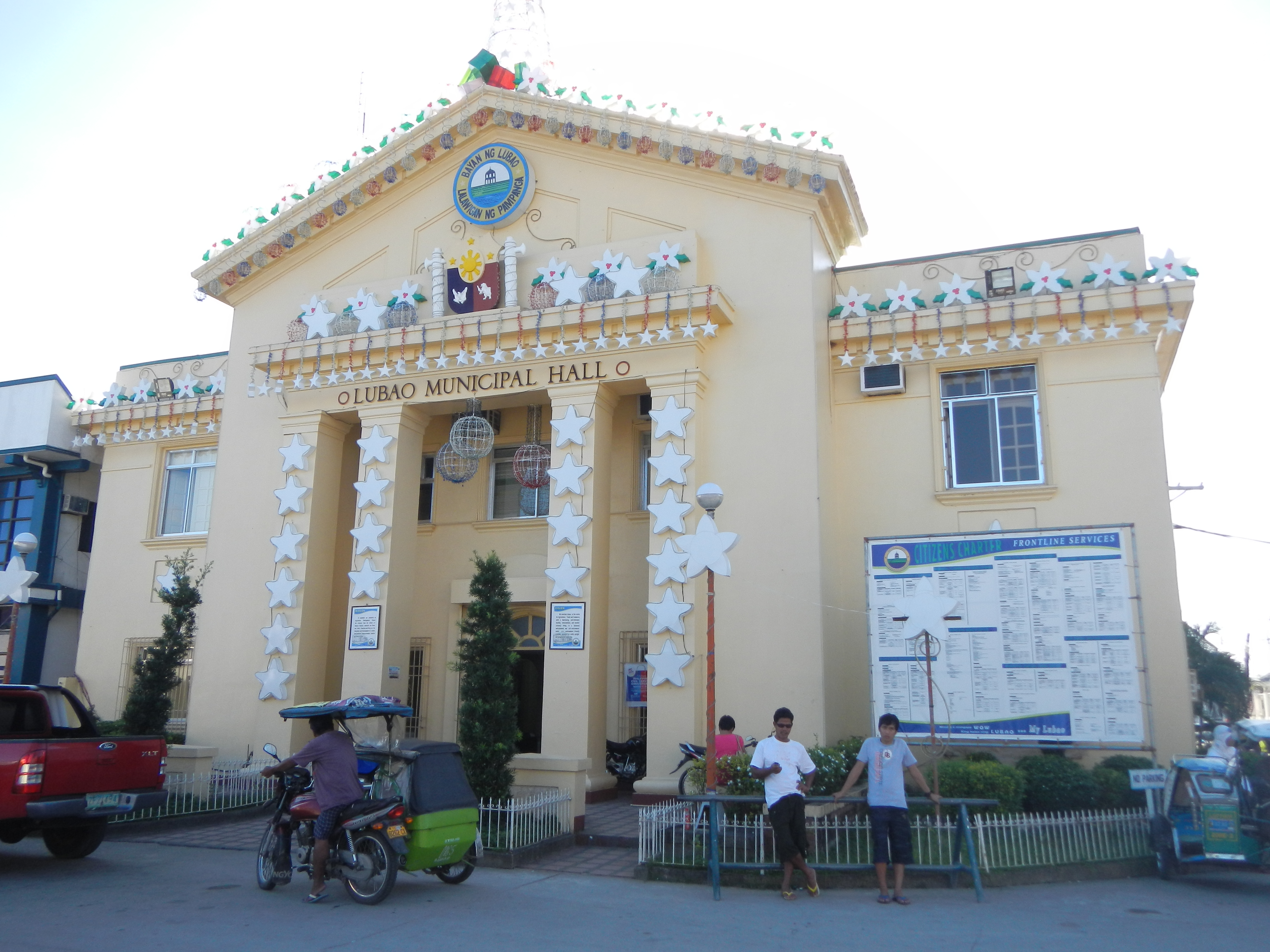
شهرداری
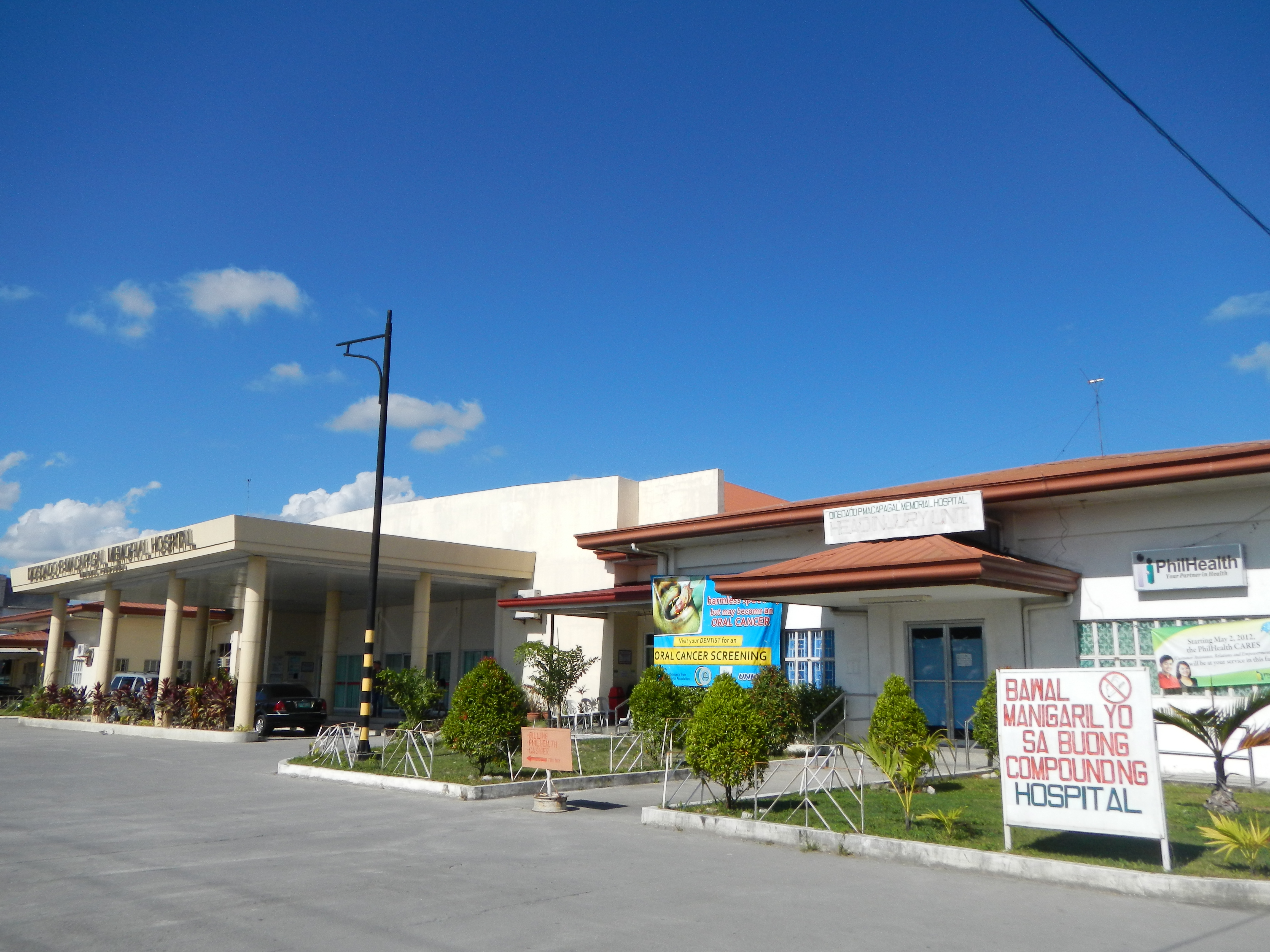
بیمارستان
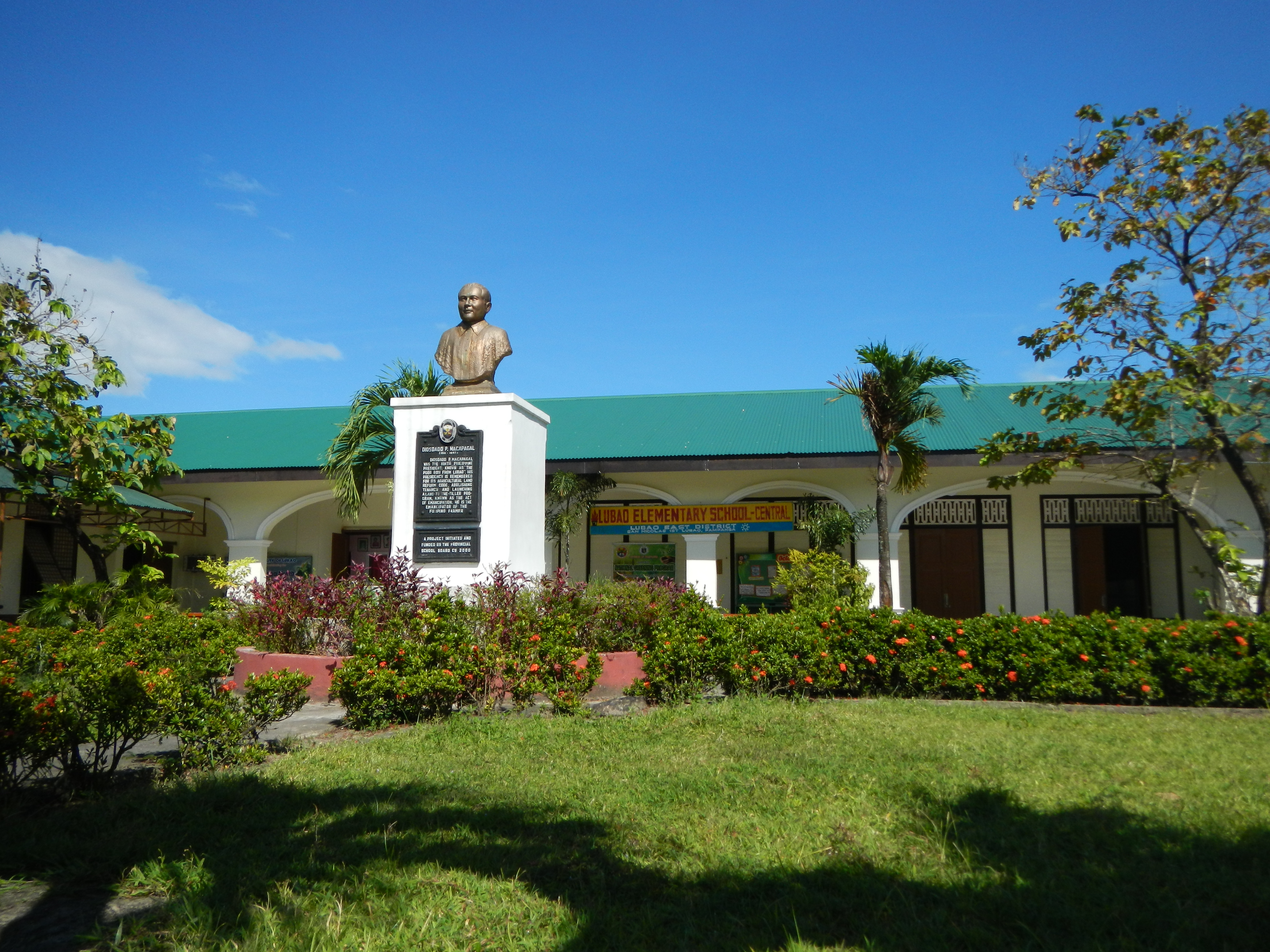